# Arabische Legion

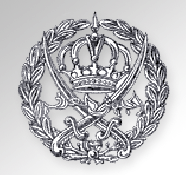
Emblem der Arabischen Legion

Die Arabische Legion (arabisch الجيش العربي al-dschaisch al-ʿarabī, DMG al-ǧayš al-ʿarabī) wurde 1921 als Polizeieinheit militärischen Charakters durch den britischen Lieutenant Colonel Frederick Gerard Peake im britischen Mandatsgebiet Transjordanien – dem späteren Haschimitischen Königreich Jordanien – gegründet. Die Legion stellte als einzige militärische Organisation eine Hauptinstitution des werdenden jordanischen Staates dar und war ein entscheidender Faktor bei der Durchsetzung einer zentralen staatlichen Ordnung des Landes. Im Palästinakrieg 1947 besetzte die Legion die West Bank und Ostjerusalem. Nach Entlassung ihrer britischen Offiziere 1956 wurde sie in die jordanische Armee überführt.

## Namensgebung
Die Bezeichnung lautete in arabischer Sprache Dschaisch al-Arabi (deutsch „Arabische Armee“). Dies geschah in Anlehnung an die Arabische Revolte, in deren Verlauf viele spätere Legionäre gekämpft hatten. Im englischsprachigen Schriftverkehr wurde Arab Legion verwendet, da Peake der Ansicht war, der Begriff Armee sei auf einen so kleinen Verband nicht anwendbar. Die Benennung der Einheit reflektierte auch das Bestreben des transjordanischen Herrschers Abdallah ibn Husain I. Transjordanien zu einem arabischen Flächenstaat auszudehnen.

## Geschichte

### Britische Kolonialzeit bis 1936
1917 annektierte Großbritannien im Zuge des Ersten Weltkriegs große Teile der ehemaligen Provinzen des aufgelösten Osmanischen Reichs. Das Gebiet des heutigen Jordaniens war dünn besiedelt und ökonomisch sehr gering entwickelt. Ganze Landstriche waren ob des Fehlens staatlicher Gewalt in tribale Rechtsstrukturen zurückgefallen. 1920 gründeten die britischen Behörden die Mobilen Kräfte (engl. mobile force) unter Captain Frederick Peake aus 150 Mann. Diese sollte unter Rekrutierung von Einheimischen die Kosten für die Besetzung dieses Teils des Empires senken. 1921 wurde das Territorium als Monarchie Abdallah ibn Husain I. aus der Familie der Haschimiten, die vorher die Scherifen von Mekka stellten, formell in die Unabhängigkeit entlassen. Um seinen Herrschaftsanspruch gegen rivalisierende Stämme insbesondere unter den Beduinen durchzusetzen, benötigte der junge Staat militärische Hilfe. Abdullah wandte sich infolgedessen an die britische Regierung. Diese stellte den Ausbau der Mobilen Kräfte in Aussicht. Der Verband sollte ein verstärktes Bataillon umfassen. Britische Offiziere sollten maßgeblich mitwirken und den Oberbefehl übernehmen. Diese Entscheidung fiel in der britischen Regierung auch aus Furcht, Abdullah könne durch seine expansiven Bestrebungen Alleingänge durchführen. 1922 beteiligte sich die Einheit erfolgreich mit der Royal Air Force an der Zurückschlagung der saudischen Ichwan, welche die Hauptstadt Jordaniens Amman erobern wollten. Auch bei der Niederschlagung von Stammesaufständen war in mehreren Fällen die Royal Air Force zur Luftunterstützung der Legion aktiv. Am 1. April 1923 wurde die Einheit anlässlich der Aufnahme des Landes in den Völkerbund feierlich in Anwesenheit Abdullah ibn Husseins in Arabische Legion umbenannt. Die Einheit umfasste damals 1.400 Mann, darunter ein Großteil Mitglieder der Gendarmerie, welche Polizeiaufgaben erfüllten. Die mobile Reserve der Arabischen Legion umfasste zwei Infanteriekompanien und zwei Eskadronen Kavallerie. 1924 wurde eine nicht näher genannte Anzahl von Offizieren entlassen, da sie sich angeblich als arabische Nationalisten gegen die britische Oberherrschaft und die Monarchie verschworen hatten. Die Arabische Legion war neben der Zivilverwaltung das Hauptinstrument zur Durchsetzung des zentralisierten haschimitischen Staates. Die Militärpräsenz erlaubte es erst, in weiten Teilen des Landes moderne Gesetze und Steuereintreibungen durchzusetzen.
Bis 1926 wurde die Einheit auf 1.500 Mann aufgestockt. Laut der britischen Führung war die Legion in den Gefechten gegen die Ichwan hinter den Erwartungen zurückgeblieben. Infolgedessen sollte sie sich auf ihre Rolle als militarisierte Polizei zurückziehen. Die Verteidigung der Außengrenzen des Landes wurde den als konkurrierende Einheit aufgestellten Transjordanischen Grenztruppen (engl. transjordan frontier force) übertragen. Abdullah betrachtete dies als Zurücksetzung, da die Grenztruppen offiziell unter Kontrolle der Mandatsverwaltung standen und sich somit seiner Souveränität entzogen. Diese besaßen analog der British Indian Army nur britische Offiziere, und es wurden vor allem nicht-jordanische Araber sowie Tscherkessen und Tschetschenen dafür rekrutiert. Die Grenztruppen konnten die traditionellen Raubzüge der Beduinen untereinander und die Einfälle saudischer Stämme nicht unterdrücken. Durch die militärische Kontrolle der Grenze von transjordanischer Seite wurden die jordanischen Stämme gegenüber den saudischen benachteiligt und verarmten zusehends.

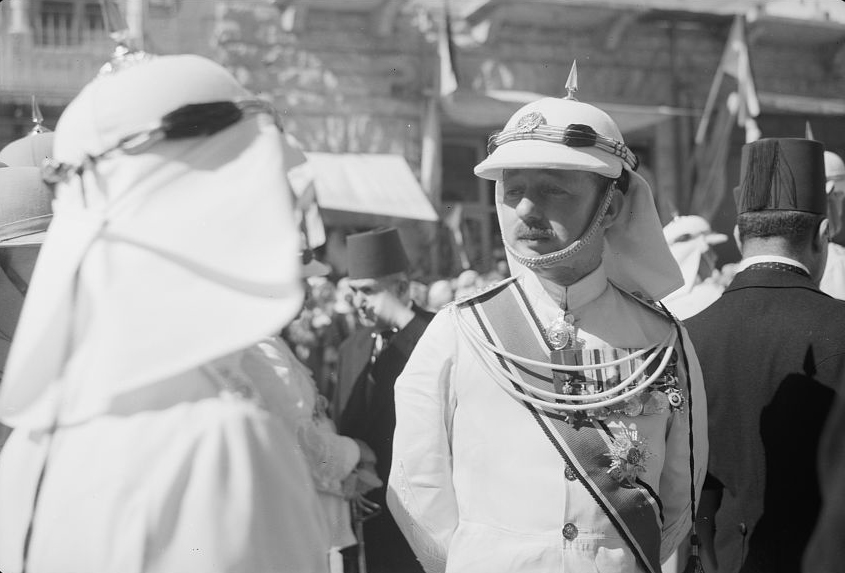
John Bagot Glubb in Amman 1940

1931 wurden unter John Bagot Glubb die Mobilen Wüstenkräfte (englisch desert mobile force) aufgestellt. Glubb rekrutierte für diese Einheit fast ausschließlich Beduinen im Gegensatz zur bisherigen Bevorzugung der Städter in der Armee. Glubb hatte zuvor im Irak mit einer ähnlichen Einheit die staatliche Ordnung unter den Beduinenstämmen durchgesetzt. Glubb war der Ansicht, nur eine Einheit aus Beduinen könne die Stämme befrieden. Die Einheit bestand zu Beginn aus siebzig Kamelreitern und einem Maschinengewehrzug auf Lastkraftwagen. Die Beduinen hatten dabei eine eigene Uniform und im Gegensatz zum Rest der Legion moderne Gewehre sowie eine vollwertige Funkausrüstung. Die Wüstentruppen wurden in den Folgejahren zur Motorisierten Infanterie ausgebaut, während der Rest der Legion nur über wenige Fahrzeuge und türkische Gewehre verfügte. Die ersten in Haifa aus Zivilfahrzeugen umgerüsteten Panzerwagen erreichten die Wüstenkräfte Ende der dreißiger Jahre. 1930 und 1931 wurde ein System kleiner Forts in der Wüste errichtet. Diese wurden von Soldaten in Gruppen- bis Zugstärke bewacht, machten eine schnelle Informationsübermittlung innerhalb des Territoriums möglich und stellten den Nachschub der in der Wüste operierenden Kräfte sicher. Unterstützt durch eine diplomatische Annäherung zwischen Saud und Abdullah kamen die Raubzüge bis 1933 vollständig zum Erliegen. Auch wenn Glubb in der Legion keine Zurücksetzung aufgrund von Ethnie oder Glaube tolerierte, so verschaffte seine Rekrutierungspolitik den Beduinen die zahlenmäßige Mehrheit unter den Legionären. Ebenso stand Glubb nach eigenen Aussagen stellenweise unter politischem Druck, die Söhne einflussreicher Stammesführer zu rekrutieren, um diese an die Monarchie zu binden. Durch die Einbindung in die Legion wurde der Lebensstandard der Beduinen, deren nomadische Viehwirtschaft immer mehr an ökonomischer Konkurrenzfähigkeit verlor, deutlich erhöht. In der Frühzeit der Wüstentruppen bedeutete der Militärdienst oft die einzige Möglichkeit, den Nahrungsbedarf eines Clans zu decken. Im Verlauf wurden viele Beduinen sesshaft. Eine der Hauptmotivationen war der dadurch ermöglichte regelmäßige Schulbesuch der Kinder, der wiederum die Chancen des Nachwuchses erhöhte, in die Legion aufgenommen zu werden. Die Beduinen wurden durch ihre enge soziale Bindung an die Streitkräfte zu einer tragenden Säule des jordanischen Staates.

### Arabischer Aufstand
Während des Arabischen Aufstands 1936–39 bekämpfte die Legion mehrere Male Aufständische, welche in jordanisches Territorium eingesickert waren. Im Zuge der außenpolitischen Spannungen wurde die Legion mit dem Ziel der Bildung einer vollmechanisierten militärischen Streitkraft deutlich aufgewertet, da von da an die Wahrnehmung von Polizeiaufgaben gegenüber der militärischen Ausbildung und Ausrüstung zurückstehen sollte.

### Zweiter Weltkrieg
Während des Zweiten Weltkriegs wurden Teile der Legion 1941 nach dem irakischen Militärputsch im Britisch-Irakischen Krieg sowie im anschließenden Syrisch-Libanesischen Feldzug gegen vichy-französische Truppen im Völkerbundmandat für Syrien und Libanon eingesetzt. Dabei nahmen sie an der Erstürmung Bagdads teil. Dies in einer Zeit als die öffentliche Meinung in Jordanien nach Erhebungen des britischen Nachrichtendienstes mehrheitlich mit einem Sieg der Achsenmächte rechnete. Die Transjordanischen Grenztruppen weigerten sich unter Hinweis auf ihren Einsatzbefehl, der eine Sonderproklamation zum Einsatz außerhalb Palästinas und Transjordaniens erforderlich machte, auf irakisches Territorium vorzurücken. Da die Proklamation nicht erfolgte, blieb diese Insubordination für die Einheit folgenlos. Sie beteiligte sich jedoch an den Operationen in Syrien.
1945 hatte die Legion 8.000 Soldaten, davon eine 3.000 Mann starke mechanisierte Brigade. Die Brigade war vom mittlerweile zum Kommandeur aufgestiegenen Glubb aus dem Kern der Mobilen Wüstenkräfte aufgestellt worden. Die Transjordanischen Grenztruppen wurden vollständig in die Legion integriert. Allgemein verstärkte sich unter Glubb die Tendenz, Beduinen in die Legion zu rekrutieren. Die Legion bot eine für das Land sehr gute Bezahlung selbst für einfache Soldaten. Infolgedessen gab es zu fast allen Zeiten ein Mehrfaches des Bedarfs an Freiwilligen, aus denen ausgewählt werden konnte. Die Selbstrekrutierungsquote war dabei hoch.

### Palästinakrieg

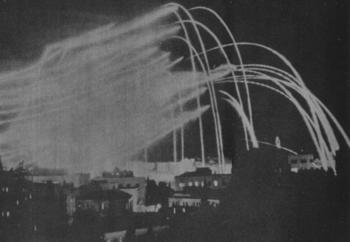
Artilleriefeuer der Legion mit Leuchtmunition über Jerusalem, 1948

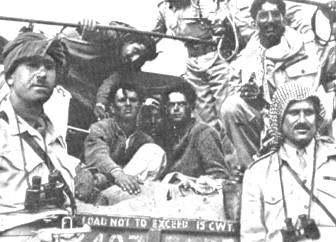
Soldaten und Offiziere der Arabischen Legion mit israelischen Gefangenen nach dem Fall von Gush Etzion 1948

Am 13. Mai 1948 erklärten die arabischen Nachbarstaaten Israel den Krieg und griffen militärisch in den seit Monaten schwelenden Bürgerkrieg im Mandatsgebiet ein. Bereits Tage zuvor hatten sich Truppen der Arabischen Legion mit kleineren Einheiten an der Eroberung und dem Massaker in der im Siedlungsblock Gusch Etzion  zwischen Jerusalem und Hebron liegenden jüdischen Siedlung Kfar Etzion beteiligt. Insgesamt starben 157 Menschen in der Schlacht um den Siedlungsblock. Dabei wurden bis zu 106 Bewohner und Kriegsgefangene mit Maschinengewehrfeuer massakriert. An dem Massaker waren außer Legionären auch arabisch-palästinensische Milizen beteiligt. Drei Menschen wurden durch Offiziere der Legion gerettet. Dabei setzte in mindestens einem Fall ein Offizier tödliche Gewalt gegen seine eigenen Leute ein. Die Legion hatte in den Kämpfen 27 Gefallene zu beklagen. Die verbündeten Milizen hatten 38 Gefallene. Den Bewohnern der an Kfar Etzion angrenzenden Siedlungen wurden nach Gesprächen mit der Legion der Abzug und freies Geleit zugesichert. Infolgedessen evakuierte die Legion 357 jüdische Kriegsgefangene, darunter Frauen und Kinder. Die Legion verbrachte sie auf jordanisches Territorium, um sie vor Repressalien zu bewahren; dort verblieben sie bis Kriegsende. Auf dem Transport dahin lieferte sich die Legion mehrere Feuergefechte mit palästinensischen Bewaffneten, die den Flüchtlingskonvoi angriffen.
Am Tag der Unabhängigkeitserklärung rückten rund 4.500 Mann der Legion über die Allenby-Brücke in Palästina ein. Bei Kriegsbeginn stellten jordanische Stammesführer 1.600 Irreguläre auf, um die Legion zu unterstützen. Die Legion bestand bis dato aus zwei Brigaden. Glubb ließ eine personell stark reduzierte Einheit aufstellen, welche die Israelis Glauben machen sollte, dass noch eine volle Brigade in Reserve stehe. Der Einmarsch wurde von Abdullah bin Hussein, der in einer Ansprache den Krieg in nationalistischer Rhetorik und religiöser Preisung des Märtyrertums rechtfertigte, persönlich überwacht. Die Legion griff – trotz gegenteiliger Beteuerungen gegenüber Israel – Jerusalem an. Ostjerusalem mit der Altstadt wurde erobert. Das jüdische Viertel der Altstadt kapitulierte. Die britische Regierung zog die ihr noch rechtlich zugehörigen, abbefohlenen Offiziere der British Army ab, da sie keine Verletzung des UN-Teilungsplans mittragen wollte.

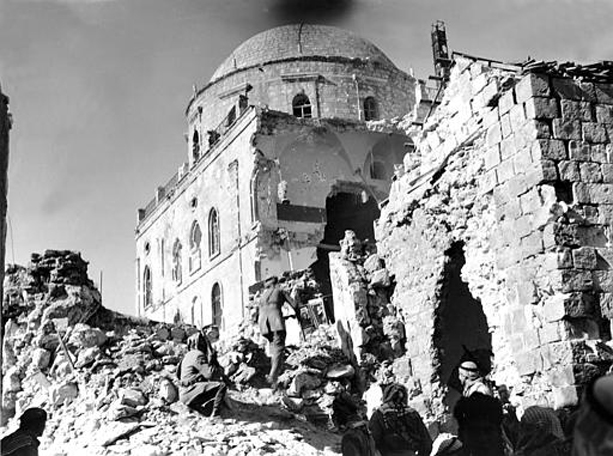
Soldaten der Legion bei der Zerstörung der Tiferet-Yisrael-Synagoge 1948

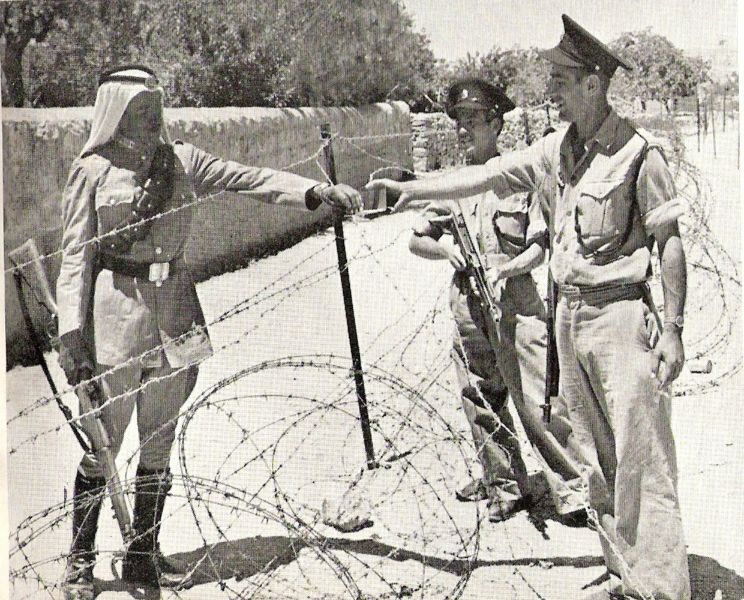
Legionär (links) und israelische Polizisten (rechts) im geteilten Jerusalem, ca. 1950

In Folge blockierte die Legion die Straße nach Jerusalem bei Latrun und eroberte am 28. Mai das jüdische Viertel der Altstadt. Pioniere der Einheit zerstörten sämtliche Synagogen, darunter die Hurva-Synagoge, die Tiferet-Yisrael-Synagoge und die vier sephardischen Synagogen. Darüber hinaus kam es zu Plünderungen von Synagogen, zusammen mit arabischen Irregulären. Westjerusalem blieb in jüdischer Hand. Die Versuche, die Einschließung durch die Eroberung Latruns zu durchbrechen, wurde von der Legion in den Schlachten von Latrun abgewehrt. Die israelische Armee errichtete infolgedessen die Burma Road, um Westjerusalem zu versorgen. Aufgrund des anglo-amerikanischen Waffenembargos für den Nahen Osten stellte sich eine Munitionsknappheit ein, welche die Kampfkraft der Legion entscheidend einschränkte.
Anfang Juli 1948 befahl Abdullah bin Hussein der Legion, eine defensive Rolle anzunehmen. Der Oberbefehlshaber Glubb bezeichnete dies in seinen Memoiren als Scheinkrieg. Jeder vierte Legionär war nach den zweimonatigen Gefechten gefallen. Den israelischen Streitkräften gelang es kurz darauf, mit Lydda und Ramla zwei große Städte und ihr Umland zu besetzen. Glubb hatte dort nur kleinste Einheiten belassen, welche sich zurückzogen, da er der Ansicht war, dass das Gebiet nicht sinnvoll hätte verteidigt werden können. Infolgedessen kam es in der Arabischen Liga zu Vorwürfen, Jordanien verrate den gemeinsamen Kampf gegen Israel. Insbesondere Glubb wurde als britischer Agent dargestellt. König Abdullah bin Hussein bezichtigte Glubb auch als Schuldigen für den Fall der Region, jedoch nicht als illoyal. Insbesondere ägyptische Politiker verbreiteten nach dem Krieg, die Ursache der Niederlage sei die bewusst unterlassene Waffenhilfe der Legion gewesen. Glubb selbst bezeichnete die Ägypter und die palästinensische Führung unter Al-Husseini als fast so feindlich gegenüber der Legion gestimmt wie die Juden, und er hoffe, sie würden von Israel militärisch besiegt. Nach Kriegsende entwaffnete die Legion zwangsweise die in der West Bank verbliebenen palästinensisch-arabischen Freischärler der Armee des heiligen Krieges.
Insgesamt beurteilten sowohl britische als auch jordanische Stellen den Einsatz der Legion als positiv. Das Minimalziel des Krieges, die Okkupation weiter Teile der West Bank, wurde erreicht. Darüber hinaus kam Ostjerusalem unter jordanische Herrschaft. Der CIA-Analyst Kenneth M. Pollack bewertete den Einsatz der Legion im Palästinakrieg wie folgt: „Das Verhalten der Arabischen Legion gegen die im Aufbau befindliche Israelische Armee 1948 war ohne Zweifel die beste Leistung eines jeden arabischen Militärs gegen einen modernen Gegner.“ Trotzdem wurde der Legion in der arabischen Öffentlichkeit von den politischen Konkurrenten Abdullahs in Syrien und Ägypten Verrat und Zusammenarbeit mit dem israelischen Staat vorgeworfen.

### Nachkriegszeit (1949–1956)

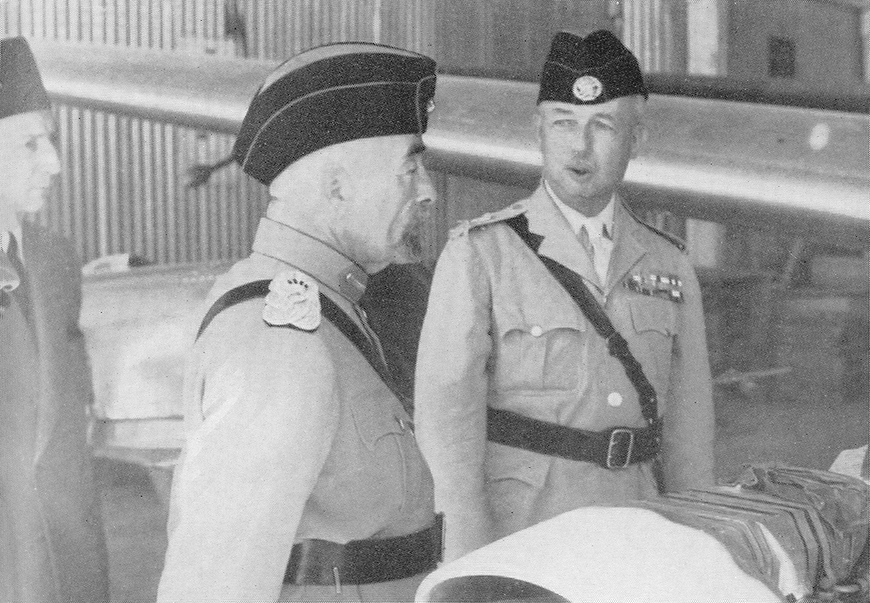
John Bagot Glubb (rechts) mit König Abdallah bin Hussein (links) am Ende seiner Regentschaft, 1951

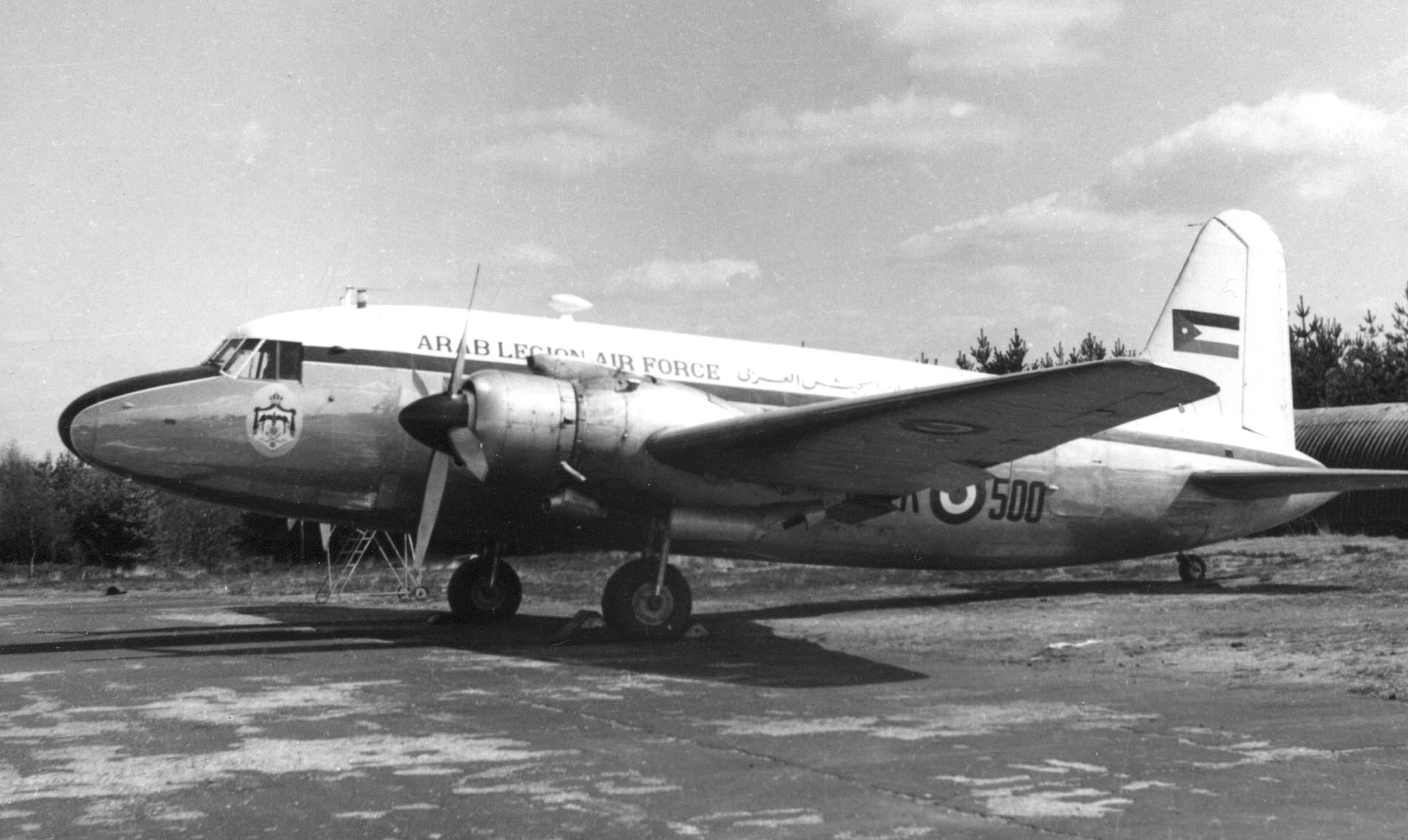
Viking 1B VK500 der Arab Legion Air Force, 1955

Bereits kurz nach dem Krieg setzte die jordanische Führung Pläne zur Erweiterung der militärischen Fähigkeiten in Gang. Die Legion sollte in eine reguläre Armee überführt werden. Diese wurde als Berufsarmee nach dem Vorbild der British Army noch weiter ausgebaut. Dazu wurden rund 100 britische Offiziere entweder abkommandiert oder als Offiziere verpflichtet. In den 1950er Jahren war jeder zweite Offizier Brite. 1950 gründete Abdallah bin Hussein das Royal Military College in Amman. Bereits 1949 war die Legion auf 12.000 Mann aufgestockt worden. 1951 wurde der Grundstein für eine Luftwaffe gelegt. 1954 wurde das Royal Tank Corps der Legion offiziell gegründet, nachdem es der jordanischen Regierung gelungen war Charioteer-Kampfpanzer und Jagdpanzer des Typs Archer der britischen Streitkräfte aufzukaufen.
1955 folgte die Gründung der Royal Jordanian Air Force. Die Annexion der West Bank, ein Hauptkriegsziel des Königs im Palästinakrieg stellte die Legion gleichzeitig vor Probleme. Die meist urbaneren Palästinenser besaßen mehr technisch versierte Rekruten. Allerdings wurde ihre Loyalität vom Königshaus in Zweifel gezogen. Insgesamt dominierten die Beduinen seit Glubbs Übernahme die Legion personell, sowohl unter Offizieren als auch Mannschaften. Die Legion griff aber auch auf Palästinenser und Städter zurück, jedoch meist in Unterstützungseinheiten. Oftmals mussten ethnisch separate Einheiten erstellt werden, um Konflikten und einer Senkung der Moral vorzubeugen. Da die Legion die Grenze nicht effektiv abdecken konnte, gründete die Regierung die Nationalgarde (Haras al Watani). Diese bestand aus örtlichen Bewohnern der West Bank, die durch die Legion in Form von Milizen ausgebildet und bewaffnet wurden.
Im März 1956 versetzte der neue König Hussein Glubb in den Ruhestand. Ebenso wurden die britischen Offiziere außer Dienst gestellt und die Legion aufgelöst. Die Hintergründe dieser Aktion liegen in der in den Augen der politischen Kreise und der Bevölkerung doppelten Loyalität der Briten. Die arabisch-jordanischen Offiziere sahen darin einen Weg, ihre Karrieren zu befördern. Die Arabische Legion wurde offiziell in Jordanische Arabische Armee (Jaish al-Arabija al Urdunija) umbenannt und ging in den Jordanischen Streitkräften auf. Trotz des abrupten Endes der Legion blieb weiterhin die intensive militärische Kooperation mit den britischen Streitkräften an der Tagesordnung. Ebenso erfolgte 1956 zum ersten Mal die Gründung staatseigener nicht-militärischer Polizeiverbände. Jedoch behielt das Militär weitgehende rechtliche Kompetenzen zur Aufrechterhaltung der inneren Ordnung. Das jordanische Militär und ihre Vorgänger fungierten im jungen Nationalstaat Jordanien weiterhin als staatlich sanktioniertes Nationalsymbol und Legitimierungsgrundlage der haschimitischen Dynastie. Sie waren im Lauf des Jordanischen Bürgerkrieges 1970–71 maßgeblich für den Erhalt der Monarchie verantwortlich.

### Autobiographische Werke
- John Bagot Glubb: A Soldier With the Arabs, London, 1957

### Sekundärliteratur
- James Lunt: The Arab Legion 1923-1957. Constable Press, London 1999, ISBN 978-0-09-477640-1.
- Kamal Salibi: The Modern History of Jordan. 2. Auflage. I.B.Tauris, London, New York 1998, ISBN 978-1-86064-331-6.
- P.J. Vatikiotis: Politics and the Military in Jordan: Study of the Arab Legion, 1921-57. Frank Cass Publishers, New York 1967, ISBN 978-0-7146-1061-0.
- Peter Young: The Arab Legion (Men-at-Arms). Osprey Publishing, Oxford 1972, ISBN 978-0-85045-084-2.